# Swaziland ai Giochi della XX Olimpiade
Lo Swaziland partecipò ai Giochi della XX Olimpiade che si sono svolti a Monaco di Baviera dal 26 agosto all'11 settembre 1972, con una delegazione di due atleti impegnati in altrettante discipline: atletica leggera e tiro. Il portabandiera fu Richard Mabuza, che gareggiò nei 10000 metri e nella maratona. Fu la prima partecipazione di questo paese ai Giochi estivi. Non fu conquistata nessuna medaglia.